# Wybory prezydenckie w Rumunii w 1992 roku
Wybory prezydenckie w Rumunii w 1992 roku zostały przeprowadzone w dwóch turach – 27 września i 11 października 1992. W ich wyniku wyłoniono prezydenta Rumunii na czteroletnią kadencję. W wyniku wyborów reelekcję uzyskał urzędujący od 1992 prezydent Ion Iliescu z postkomunistycznego FDSN, który pokonał Emila Constantinescu z Rumuńskiej Konwencji Demokratycznej. Równolegle z pierwszą turą głosowania odbyły się również wybory parlamentarne.

## Wyniki wyborów
| Kandydat              | Poparcie                                | I tura     | I tura | II tura    | II tura |
| Kandydat              | Poparcie                                | Głosy      | %      | Głosy      | %       |
| --------------------- | --------------------------------------- | ---------- | ------ | ---------- | ------- |
| Ion Iliescu           | Demokratyczny Front Ocalenia Narodowego | 5 633 456  | 47,34  | 7 393 429  | 61,43   |
| Emil Constantinescu   | Rumuńska Konwencja Demokratyczna        | 3 717 006  | 31,24  | 4 641 207  | 38,57   |
| Gheorghe Funar        | Rumuńska Partia Jedności Narodowej      | 1 294 388  | 10,88  |            |         |
| Caius Traian Dragomir | Front Ocalenia Narodowego               | 564 655    | 4,74   |            |         |
| Ioan Mânzatu          | Partia Republikańska                    | 362 485    | 3,05   |            |         |
| Mircea Druc           | niezależny                              | 326 866    | 2,75   |            |         |
| Razem                 | Razem                                   | 12 496 430 | 100,00 | 12 153 810 | 100,00  |
| Wyborcy/frekwencja    | Wyborcy/frekwencja                      | 16 380 663 | 76,29  | 16 597 508 | 73,23   |